# ویرس سور اسن
ویرس سور اسن (به فرانسوی: Vayres-sur-Essonne) یک کمون در فرانسه است که در Canton of La Ferté-Alais واقع شده‌است.

## خصوصیات
ویرس سور اسن ۸٫۴۶ کیلومترمربع مساحت و ۹۶۴ نفر جمعیت دارد.